# Campionati mondiali di snowboard 2025
I Campionati mondiali di snowboard 2025, 16ª edizione della manifestazione organizzata dalla Federazione internazionale sci e snowboard, si sono tenuti in Engadina, in Svizzera, dal 20 al 29 marzo.
Il programma ha incluso gare di snowboard cross, halfpipe, slopestyle, slalom parallelo, slalom gigante parallelo e big air, tutte sia maschili sia femminili, e una gara di snowboard cross e una di slalom parallelo a squadre miste.
In seguito all'invasione russa dell'Ucraina del 2022, gli atleti russi e bielorussi sono stati esclusi dalle competizioni.

## Programma
| Giorno   | Gara                                        |
| -------- | ------------------------------------------- |
| 20 marzo | Slalom gigante parallelo - Qualificazioni   |
| 20 marzo | Slalom gigante parallelo - Finali           |
| 20 marzo | Slopestyle - Qualificazioni femminili       |
| 21 marzo | Slopestyle - Finali                         |
| 22 marzo | Slalom parallelo - Qualificazioni           |
| 22 marzo | Slalom parallelo - Finali                   |
| 23 marzo | Slalom parallelo a squadre - Qualificazioni |
| 23 marzo | Slalom parallelo a squadre - Finali         |
| 25 marzo | Big air - Qualificazioni maschili           |
| 26 marzo | Big air - Qualificazioni femminili          |
| 27 marzo | Halfpipe - Qualificazioni                   |
| 27 marzo | Snowboard cross - Qualificazioni            |
| 28 marzo | Snowboard cross - Finali                    |
| 28 marzo | Big air - Finali                            |
| 29 marzo | Halfpipe - Finali                           |
| 29 marzo | Snowboard cross a squadre - Finali          |

## Risultati

### Uomini

#### Slalom gigante parallelo
| Pos. | Atleta             | Nazione       |
| ---- | ------------------ | ------------- |
| 1    | Roland Fischnaller | Italia        |
| 2    | Stefan Baumeister  | Germania      |
| 3    | Lee Sang-ho        | Corea del Sud |
| 4    | Dario Caviezel     | Svizzera      |
| 5    | Andreas Prommegger | Austria       |
| 5    | Maurizio Bormolini | Italia        |
| 7    | Mirko Felicetti    | Italia        |
| 8    | Cody Winters       | Stati Uniti   |
| 9    | Benjamin Karl      | Austria       |
| 10   | Tim Mastnak        | Slovenia      |

#### Slalom parallelo
| Pos. | Atleta             | Nazione       |
| ---- | ------------------ | ------------- |
| 1    | Tervel Zamfirov    | Bulgaria      |
| 2    | Arvid Auner        | Austria       |
| 3    | Aaron March        | Italia        |
| 4    | Andreas Prommegger | Austria       |
| 5    | Cody Winters       | Stati Uniti   |
| 6    | Stefan Baumeister  | Germania      |
| 7    | Lee Sang-ho        | Corea del Sud |
| 8    | Arnaud Gaudet      | Canada        |
| 9    | Maurizio Bormolini | Italia        |
| 10   | Tim Mastnak        | Slovenia      |

#### Snowboard cross
| Pos. | Atleta              | Nazione     |
| ---- | ------------------- | ----------- |
| 1    | Éliot Grondin       | Canada      |
| 2    | Loan Bozzolo        | Francia     |
| 3    | Alessandro Hämmerle | Austria     |
| 4    | Jakob Dusek         | Austria     |
| 5    | Nick Baumgartner    | Stati Uniti |
| 6    | Nathan Pare         | Stati Uniti |
| 7    | Jake Vedder         | Stati Uniti |
| 8    | Aïdan Chollet       | Francia     |
| 9    | Adam Lambert        | Australia   |
| 10   | Huw Nightingale     | Regno Unito |

#### Halfpipe
| Pos. | Atleta                 | Nazione       | Punteggio |
| ---- | ---------------------- | ------------- | --------- |
| 1    | Scotty James           | Australia     | 95.00     |
| 2    | Ruka Hirano            | Giappone      | 92.25     |
| 3    | Yūto Totsuka           | Giappone      | 92.00     |
| 4    | Christoph Lechner      | Germania      | 82.50     |
| 5    | Campbell Melville Ives | Nuova Zelanda | 80.25     |
| 6    | Kim Geon-hui           | Corea del Sud | 78.25     |
| 7    | Patrick Burgener       | Svizzera      | 75.75     |
| 8    | Lucas Foster           | Stati Uniti   | 74.25     |
| 9    | Alessandro Barbieri    | Stati Uniti   | 71.75     |
| 10   | Lee Ji-o               | Corea del Sud | 67.50     |

#### Slopestyle
| Pos. | Atleta           | Nazione     | Punteggio |
| ---- | ---------------- | ----------- | --------- |
| 1    | Liam Brearley    | Canada      | 90.15     |
| 2    | Su Yiming        | Cina        | 85.07     |
| 3    | Oliver Martin    | Stati Uniti | 78.98     |
| 4    | Romain Allemand  | Francia     | 76.10     |
| 5    | Redmond Gerard   | Stati Uniti | 74.61     |
| 6    | Cameron Spalding | Canada      | 72.06     |
| 7    | Dusty Henricksen | Stati Uniti | 63.58     |
| 8    | Noah Vicktor     | Germania    | 62.79     |
| 9    | Ryōma Kimata     | Giappone    | 60.88     |
| 10   | Ian Matteoli     | Italia      | 60.22     |

#### Big air
| Pos. | Atleta          | Nazione     | Punteggio |
| ---- | --------------- | ----------- | --------- |
| 1    | Ryōma Kimata    | Giappone    | 176.75    |
| 2    | Taiga Hasegawa  | Giappone    | 174.50    |
| 3    | Oliver Martin   | Stati Uniti | 171.75    |
| 4    | Romain Allemand | Francia     | 170.25    |
| 5    | Yuto Miyamura   | Giappone    | 155.75    |
| 6    | Enzo Valax      | Francia     | 149.00    |
| 7    | Ian Matteoli    | Italia      | 108.00    |
| 8    | Yang Wenlong    | Cina        | 103.50    |
| 9    | Mons Røisland   | Norvegia    | 79.75     |
| 10   | Hiroto Ogiwara  | Giappone    | 47.25     |

### Donne

#### Slalom gigante parallelo
| Pos. | Atleta           | Nazione   |
| ---- | ---------------- | --------- |
| 1    | Ester Ledecká    | Rep. Ceca |
| 2    | Tsubaki Miki     | Giappone  |
| 3    | Aleksandra Król  | Polonia   |
| 4    | Ladina Jenny     | Svizzera  |
| 5    | Julie Zogg       | Svizzera  |
| 6    | Claudia Riegler  | Austria   |
| 7    | Malena Zamfirova | Bulgaria  |
| 8    | Martina Ankele   | Austria   |
| 9    | Lucia Dalmasso   | Italia    |
| 10   | Zuzana Maděrová  | Rep. Ceca |

#### Slalom parallelo
| Pos. | Atleta                     | Nazione     |
| ---- | -------------------------- | ----------- |
| 1    | Tsubaki Miki               | Giappone    |
| 2    | Ester Ledecká              | Rep. Ceca   |
| 3    | Michelle Dekker            | Paesi Bassi |
| 4    | Aleksandra Król            | Polonia     |
| 5    | Julie Zogg                 | Svizzera    |
| 6    | Claudia Riegler            | Austria     |
| 7    | Zuzana Maděrová            | Rep. Ceca   |
| 8    | Jasmin Coratti             | Italia      |
| 9    | Ramona Theresia Hofmeister | Germania    |
| 10   | Elisa Fava                 | Italia      |

#### Snowboard cross
| Pos. | Atleta                          | Nazione     |
| ---- | ------------------------------- | ----------- |
| 1    | Michela Moioli                  | Italia      |
| 2    | Charlotte Bankes                | Regno Unito |
| 3    | Julia Pereira de Sousa-Mabileau | Francia     |
| 4    | Meryeta O'Dine                  | Canada      |
| 5    | Léa Casta                       | Francia     |
| 6    | Manon Petit-Lenoir              | Francia     |
| 7    | Josie Baff                      | Australia   |
| 8    | Sina Siegenthaler               | Svizzera    |
| 9    | Mia Clift                       | Australia   |
| 10   | Chloé Trespeuch                 | Francia     |

#### Halfpipe
| Pos. | Atleta            | Nazione     | Punteggio |
| ---- | ----------------- | ----------- | --------- |
| 1    | Chloe Kim         | Stati Uniti | 93.50     |
| 2    | Sara Shimizu      | Giappone    | 90.75     |
| 3    | Mitsuki Ono       | Giappone    | 88.50     |
| 4    | Rise Kudo         | Giappone    | 83.75     |
| 5    | Sena Tomita       | Giappone    | 82.50     |
| 6    | Maddie Mastro     | Stati Uniti | 81.00     |
| 7    | Elizabeth Hosking | Canada      | 79.50     |
| 8    | Wu Shaotong       | Cina        | 77.00     |
| 9    | Brooke D'Hondt    | Canada      | 74.75     |
| 10   | Isabelle Lötscher | Svizzera    | 69.00     |

#### Slopestyle
| Pos. | Atleta               | Nazione       | Punteggio |
| ---- | -------------------- | ------------- | --------- |
| 1    | Zoi Sadowski-Synnott | Nuova Zelanda | 90.15     |
| 2    | Kokomo Murase        | Giappone      | 87.02     |
| 3    | Reira Iwabuchi       | Giappone      | 83.55     |
| 4    | Mari Fukada          | Giappone      | 82.15     |
| 5    | Anna Gasser          | Austria       | 80.71     |
| 6    | Mia Brookes          | Regno Unito   | 74.23     |
| 7    | Annika Morgan        | Germania      | 67.85     |
| 8    | Momo Suzuki          | Giappone      | 63.27     |
| 9    | Melissa Peperkamp    | Paesi Bassi   | 62.58     |
| 10   | Laurie Blouin        | Canada        | 46.04     |

#### Big air
| Pos. | Atleta               | Nazione       | Punteggio |
| ---- | -------------------- | ------------- | --------- |
| 1    | Kokomo Murase        | Giappone      | 162.50    |
| 2    | Reira Iwabuchi       | Giappone      | 156.00    |
| 3    | Mari Fukada          | Giappone      | 153.25    |
| 4    | Momo Suzuki          | Giappone      | 150.00    |
| 5    | Mia Brookes          | Regno Unito   | 149.50    |
| 6    | Anna Gasser          | Austria       | 112.50    |
| 7    | Zoi Sadowski-Synnott | Nuova Zelanda | DNS       |
| 8    | Annika Morgan        | Germania      | DNS       |
| 9    | Hanna Karrer         | Austria       | 138.50    |
| 10   | Hahna Norman         | Stati Uniti   | 135.25    |

### Misto

#### Slalom parallelo a squadre
| Pos. | Nazione       | Atleti                                       |
| ---- | ------------- | -------------------------------------------- |
| 1    | Italia 1      | Maurizio Bormolini Elisa Caffont             |
| 2    | Italia 3      | Gabriel Messner Jasmin Coratti               |
| 3    | Austria 2     | Andreas Prommegger Sabine Schöffmann         |
| 4    | Svizzera 1    | Dario Caviezel Julie Zogg                    |
| 5    | Stati Uniti 1 | Cody Winters Iris Pflum                      |
| 6    | Italia 2      | Aaron March Elisa Fava                       |
| 7    | Canada 1      | Ben Heldman Aurelie Moisan                   |
| 8    | Austria 1     | Arvid Auner Claudia Riegler                  |
| 9    | Germania 1    | Stefan Baumeister Ramona Theresia Hofmeister |
| 10   | Canada 2      | Arnaud Gaudet Kaylie Buck                    |

|  | Ottavi di finale | Ottavi di finale |            |       | Quarti di finale          | Quarti di finale          |  |  | Semifinali | Semifinali |  |  | Finale | Finale |
|  |                  |                  |            |       |                           |                           |  |  |            |            |  |  |        |        |
|  |                  |                  |            |       |                           |                           |  |  |            |            |  |  |        |        |
|  |                  |                  |            |       |                           |                           |  |  |            |            |  |  |        |        |
|  | Austria 2        |                  |            |       |                           |                           |  |  |            |            |  |  |        |        |
|  |                  |                  |            |       |                           |                           |  |  |            |            |  |  |        |        |
|  | Corea del Sud 1  | +0"72            |            |       |                           |                           |  |  |            |            |  |  |        |        |
|  | Corea del Sud 1  | +0"72            | Austria 2  |       |                           |                           |  |  |            |            |  |  |        |        |
|  |                  |                  |            |       |                           |                           |  |  |            |            |  |  |        |        |
|  |                  | Stati Uniti 1    | +0"41      |       |                           |                           |  |  |            |            |  |  |        |        |
|  | Stati Uniti 1    | Stati Uniti 1    | +0"41      |       |                           |                           |  |  |            |            |  |  |        |        |
|  |                  |                  |            |       |                           |                           |  |  |            |            |  |  |        |        |
|  | Cina 2           | DNF              |            |       |                           |                           |  |  |            |            |  |  |        |        |
|  | Cina 2           | DNF              | Italia 1   |       |                           |                           |  |  |            |            |  |  |        |        |
|  |                  |                  |            |       |                           |                           |  |  |            |            |  |  |        |        |
|  |                  | Austria 2        | +0"51      |       |                           |                           |  |  |            |            |  |  |        |        |
|  | Germania 1       | Austria 2        | +0"51      | +0"26 |                           |                           |  |  |            |            |  |  |        |        |
|  | Germania 1       |                  |            | +0"26 |                           |                           |  |  |            |            |  |  |        |        |
|  | Austria 1        |                  |            |       |                           |                           |  |  |            |            |  |  |        |        |
|  | Italia 1         |                  |            |       |                           |                           |  |  |            |            |  |  |        |        |
|  |                  |                  |            |       |                           |                           |  |  |            |            |  |  |        |        |
|  |                  | Austria 1        | +0"21      |       |                           |                           |  |  |            |            |  |  |        |        |
|  | Italia 1         | Austria 1        | +0"21      |       |                           |                           |  |  |            |            |  |  |        |        |
|  |                  |                  |            |       |                           |                           |  |  |            |            |  |  |        |        |
|  | Bulgaria 1       | DNF              |            |       |                           |                           |  |  |            |            |  |  |        |        |
|  | Bulgaria 1       | DNF              | Italia 1   |       |                           |                           |  |  |            |            |  |  |        |        |
|  |                  |                  |            |       |                           |                           |  |  |            |            |  |  |        |        |
|  |                  | Italia 3         | +0"92      |       |                           |                           |  |  |            |            |  |  |        |        |
|  | Italia 3         | Italia 3         | +0"92      |       |                           |                           |  |  |            |            |  |  |        |        |
|  |                  |                  |            |       |                           |                           |  |  |            |            |  |  |        |        |
|  | Slovenia 1       | DNF              |            |       |                           |                           |  |  |            |            |  |  |        |        |
|  | Slovenia 1       | DNF              | Italia 3   |       |                           |                           |  |  |            |            |  |  |        |        |
|  |                  |                  |            |       |                           |                           |  |  |            |            |  |  |        |        |
|  |                  | Canada 1         | +0"89      |       |                           |                           |  |  |            |            |  |  |        |        |
|  | Canada 1         | Canada 1         | +0"89      |       |                           |                           |  |  |            |            |  |  |        |        |
|  |                  |                  |            |       |                           |                           |  |  |            |            |  |  |        |        |
|  | Canada 2         | DNF              |            |       |                           |                           |  |  |            |            |  |  |        |        |
|  | Canada 2         | DNF              | Italia 3   |       |                           |                           |  |  |            |            |  |  |        |        |
|  |                  |                  |            |       |                           |                           |  |  |            |            |  |  |        |        |
|  |                  | Svizzera 1       | DNF        |       | Finale per il terzo posto | Finale per il terzo posto |  |  |            |            |  |  |        |        |
|  | Italia 2         | Svizzera 1       | DNF        |       | Finale per il terzo posto | Finale per il terzo posto |  |  |            |            |  |  |        |        |
|  |                  |                  |            |       |                           |                           |  |  |            |            |  |  |        |        |
|  | Rep. Ceca 1      | +1"01            |            |       |                           |                           |  |  |            |            |  |  |        |        |
|  | Rep. Ceca 1      | +1"01            | Svizzera 1 |       | Svizzera 1                | +0"06                     |  |  |            |            |  |  |        |        |
|  |                  |                  | Svizzera 1 |       | Svizzera 1                | +0"06                     |  |  |            |            |  |  |        |        |
|  |                  | Italia 2         | +5"54      |       | Austria 2                 |                           |  |  |            |            |  |  |        |        |
|  | Svizzera 1       | Italia 2         | +5"54      |       | Austria 2                 |                           |  |  |            |            |  |  |        |        |
|  |                  |                  |            |       |                           |                           |  |  |            |            |  |  |        |        |
|  | Germania 2       | DNF              |            |       |                           |                           |  |  |            |            |  |  |        |        |
|  | Germania 2       | DNF              |            |       |                           |                           |  |  |            |            |  |  |        |        |

#### Snowboard cross a squadre
| Pos. | Nazione       | Atleti                                       |
| ---- | ------------- | -------------------------------------------- |
| 1    | Francia 1     | Loan Bozzolo Julia Pereira de Sousa-Mabileau |
| 2    | Australia 2   | Cameron Bolton Mia Clift                     |
| 3    | Svizzera 1    | Valerio Jud Sina Siegenthaler                |
| 4    | Francia 2     | Aïdan Chollet Léa Casta                      |
| 5    | Italia 1      | Lorenzo Sommariva Michela Moioli             |
| 6    | Australia 1   | Adam Lambert Josie Baff                      |
| 7    | Germania 1    | Martin Nörl Jana Fischer                     |
| 8    | Stati Uniti 1 | Nick Baumgartner Acy Craig                   |
| 9    | Stati Uniti 2 | Nathan Pare Brianna Schnorrbusch             |
| 10   | Rep. Ceca 1   | Radek Houser Karolína Hrůšová                |

## Medagliere
| Pos.   | Paese         | Oro | Argento | Bronzo | Totale |
| ------ | ------------- | --- | ------- | ------ | ------ |
| 1      | Giappone      | 3   | 6       | 4      | 13     |
| 2      | Italia        | 3   | 1       | 1      | 5      |
| 3      | Canada        | 2   | 0       | 0      | 2      |
| 4      | Francia       | 1   | 1       | 1      | 3      |
| 5      | Australia     | 1   | 1       | 0      | 2      |
| 5      | Rep. Ceca     | 1   | 1       | 0      | 2      |
| 7      | Stati Uniti   | 1   | 0       | 2      | 3      |
| 8      | Bulgaria      | 1   | 0       | 0      | 1      |
| 8      | Nuova Zelanda | 1   | 0       | 0      | 1      |
| 10     | Austria       | 0   | 1       | 2      | 3      |
| 11     | Cina          | 0   | 1       | 0      | 1      |
| 11     | Germania      | 0   | 1       | 0      | 1      |
| 11     | Regno Unito   | 0   | 1       | 0      | 1      |
| 14     | Corea del Sud | 0   | 0       | 1      | 1      |
| 14     | Paesi Bassi   | 0   | 0       | 1      | 1      |
| 14     | Polonia       | 0   | 0       | 1      | 1      |
| 14     | Svizzera      | 0   | 0       | 1      | 1      |
| Totale | Totale        | 14  | 14      | 14     | 42     |